# Plaža Tri brata
Plaža Tri brata je plaža podno istoimene stijene. Zbog svog je položaja jedna od najatraktivnijih plaža u okolici Dubrovnika.
Naziv plaže se veže za tragediju koja se dogodila podno stijene. Za vrijeme oluje veliki su valovi odnijeli barku u kojoj su se nalazila tri brata. Barka je razbijena od stijene a braća su poginula. 
Smještena je oko 10 kilometara sjeverozapadno od Dubrovnika, između mjesta Vrbica i Štikovica.
Posebno je atraktivna jer je pristup plaži moguć jedino s mora pa je često potpuno prazna. Zbog nepristupačnosti na plaži nije moguće pronaći nijedan od sadržaja koje bi plaža trebala imati.
Šljunčana je (žal).